# Парад в Москве 9 мая 1995 года

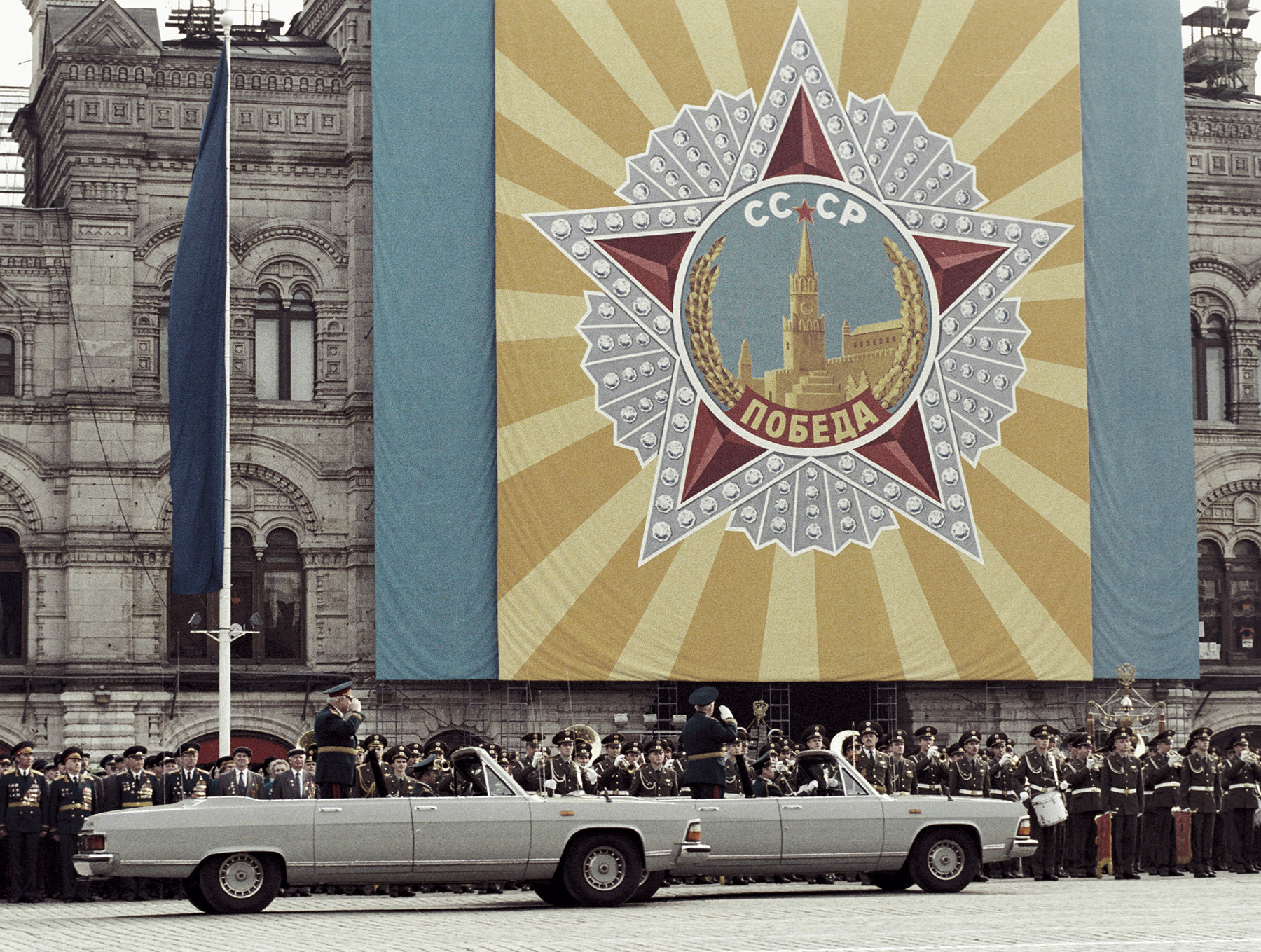
Генерал армии Владимир Говоров и маршал Советского Союза Виктор Куликов (в автомобилях ГАЗ-14-05) на параде ветеранов Великой Отечественной войны в день 50-летия Победы

Парад Победы 9 мая 1995 года прошёл в 50-ю, юбилейную годовщину со дня окончания Великой Отечественной войны и состоял из двух частей — парада ветеранов на Красной площади и парада войск и военной техники Московского гарнизона на Поклонной горе. На параде присутствовали главы государств и правительств 56 зарубежных стран. В обеих частях парада приняли участие около 15 тысяч человек.
Это был первый парад в честь Дня Победы в новейшей истории России. После этого парады стали проходить на Красной площади ежегодно 9 мая.

## Историческая часть парада на Красной площади

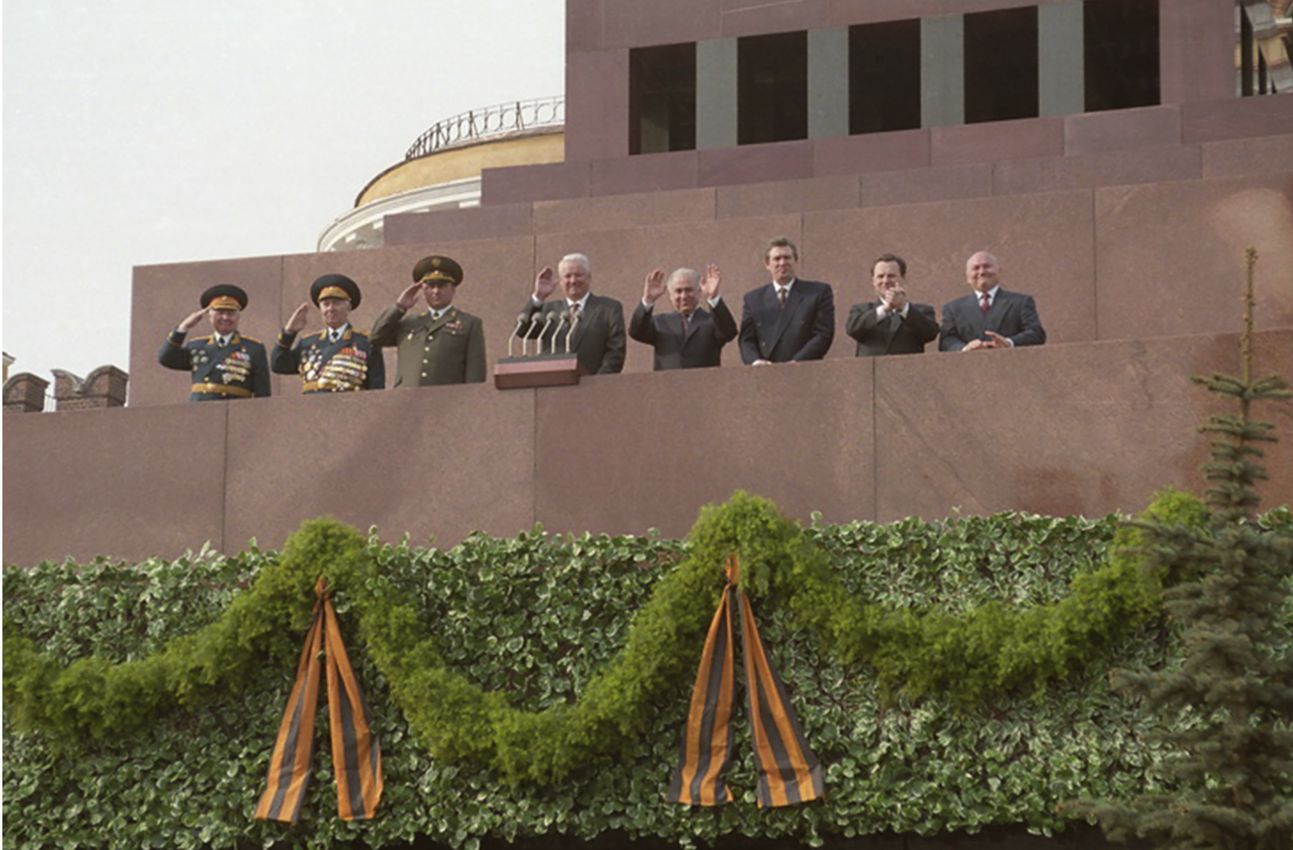
Борис Ельцин и руководство страны на трибуне Мавзолея во время празднования 50-летнего юбилея Победы, 9 мая 1995 года

Парад начался на Красной площади в 9 часов утра. На парад были приглашены 4980 ветеранов войны из стран бывшего СССР. К фронтовикам обратился Верховный Главнокомандующий Вооружёнными Силами Российской Федерации, Президент Российской Федерации Борис Николаевич Ельцин.
На центральной трибуне Мавзолея Ленина присутствовали ряд высокопоставленных должностных лиц государства, среди которых:
- Председатель Правительства Российской Федерации В. С. Черномырдин
- Председатель Совета Федерации В. Ф. Шумейко
- Председатель Государственной Думы И. П. Рыбкин
- Министр обороны, генерал армии П. С. Грачёв
- Мэр Москвы Ю. М. Лужков

На Красной площади ветеранов войны приветствовали многочисленные зарубежные гости — Генеральный секретарь ООН Бутрос Бутрос-Гали, президент США Билл Клинтон, премьер-министр Великобритании Джон Мейджор, председатель КНР Цзян Цзэминь, премьер-министр Канады Жан Кретьен и другие. Главы бывших советских республик — государств СНГ присутствовали на боковой трибуне Мавзолея (президент Азербайджана Гейдар Алиев, президент Армении Левон Тер-Петросян, президент Грузии Эдуард Шеварднадзе, президент Киргизии Аскар Акаев и другие).
Командовал парадом генерал армии В. Л. Говоров. Принимал парад Маршал Советского Союза В. Г. Куликов.
Перед началом парада с трибуны Мавзолея выступил с речью президент Б. Н. Ельцин. При этом надпись «Ленин» была прикрыта цветами. Напротив на здании ГУМа был вывешен огромный транспарант с орденом «Победа».
Открывала парад знамённая группа, которую возглавлял Герой Советского Союза, Герой Социалистического Труда, генерал армии И. М. Третьяк. Знамя Победы (копию) нёс дважды Герой Советского Союза, генерал-полковник авиации М. П. Одинцов — участник Парада Победы 24 июня 1945 года. Его ассистентами были Герой Советского Союза генерал-майор И. Ф. Клочков, Герой Советского Союза генерал-майор В. Ф. Здунов, Герой Советского Союза, полный кавалер ордена Славы, старшина Н. И. Кузнецов и полный кавалер ордена Славы старшина А. В. Акиньшин.
По брусчатке Красной площади прошли сводные полки ветеранов, представляющие все 10 фронтов Великой Отечественной войны. Также в исторической части парада принимали участие российские военнослужащие в форме тех времён. Завершили пешую часть суворовцы и нахимовцы.
Историческая часть парада на Красной площади продолжалась около 1 часа.

## Современная часть парада на Поклонной горе
Современная часть парада с участием войск и военной техники организована на Поклонной горе на Кутузовском проспекте, рядом с Центральным музеем Великой Отечественной войны 1941—1945 гг., который был торжественно открыт в тот же день, 9 мая 1995 года. Парад начался в 12 часов.
Командовал парадом командующий войсками Московского военного округа генерал-полковник Леонтий Васильевич Кузнецов. Принимал парад Министр обороны России генерал армии Павел Сергеевич Грачёв.
В параде на Поклонной горе участвовало около 15 000 солдат и офицеров — слушателей военных академий, курсантов, морских пехотинцев; в составе парадного расчета морской пехоты были участники январского штурма Грозного, лишь двумя месяцами ранее вернувшиеся из зоны боевых действий. Участники парада пронесли как государственный флаг России, так и красные боевые знамёна с надписью «За нашу Советскую Родину!». В параде на Поклонной горе принимала участие колонна военной техники, состоящая из БМП, танков, артиллерийских орудий и ракет. Однако, военной техники было представлено меньше, чем на предыдущих парадах. Впервые за несколько десятилетий в небе Москвы прошёл воздушный парад.
Парад продолжался 2 часа.

## Техника
| Машины               | Военная часть |
| БТР-80*              | ОМБр ВДВ |
| БМП-2                | 2-я гвардейская мотострелковая Таманская ордена Октябрьской Революции, Краснознамённая, ордена Суворова дивизия имени М. И. Калинина |
| БМП-3                | 85-я мотострелковая Ленинградско-Павловская Краснознамённая дивизия (228-й мотострелковый Севастопольский ордена Александра Невского полк) |
| БМД-3                | 106-я гвардейская воздушно-десантная Тульская Краснознамённая, ордена Кутузова дивизия |
| Т-72                 | Гвардейская Мозырская танковая дивизия Уральского военного округа |
| Т-80                 | 4-я гвардейская танковая Кантемировская ордена Ленина, Краснознамённая дивизия имени Ю. В. Андропова (12-й гвардейский танковый Шепетовский Краснознамённый, орденов Суворова и Кутузова полк имени маршала бронетанковых войск П. П. Полубоярова) |
| САУ 2С3 «Акация»*    | 2-я гвардейская мотострелковая дивизия (1-й гвардейский мотострелковый Севастопольский Краснознамённый, ордена Александра Невского полк) |
| САУ 2С19 «Мста-С»*   | 4-я гвардейская танковая дивизия |
| РСЗО «Град»*         | 2-я гвардейская мотострелковая дивизия (147-й гвардейский самоходный артиллерийский Симферопольский Краснознамённый орденов Суворова, Кутузова и Александра Невского полк)                                                                         |
| ТР «Точка»*          | Отдельная ракетная бригада |
| РСЗО 9К58 «Смерч»*   | Тамбовская реактивная артиллерийская бригада |
| ЗРК «Оса»*           | Соединения Московского военного округа и Московского военного округа ПВО |
| ЗРК С-300 «Фаворит»* | Соединения Московского военного округа и Московского военного округа ПВО |

* — возглавлялась командным УАЗ-469
** — без командной машины

## Факты
- Министр обороны Павел Грачёв принимал Парад Победы в специально пошитой маршальской форме, поскольку в канун 50-летия Победы, по многочисленным сообщениям прессы, Президент Российской Федерации Борис Ельцин должен был присвоить ему звание Маршала Российской Федерации. Присвоение звания маршала Грачёву, однако, не состоялось ни тогда, ни в дальнейшем[9].
- Проход техники был перенесён на Кутузовский проспект из-за строительства подземного торгового центра «Охотный ряд» на Манежной площади[7], а также из-за реставрации Государственного Исторического Музея с восстановлением Иверских (Воскресенских) ворот. Тяжёлая техника могла бы вызвать обвалы грунта.
- Во время трансляции парада произошло несколько конфузов: появление стратегического бомбардировщика Ту-95 диктор прокомментировать не успел, фронтовые бомбардировщики Су-24 назвали истребителями Су-27, пилотажную группу «Небесные гусары» перепутали с группой «Русские витязи», пролёт Ту-160 над проспектом в кадр вообще не попал[7].